# Eurycope inermis
Eurycope inermis är en kräftdjursart som beskrevs av Hansen 1916. Eurycope inermis ingår i släktet Eurycope och familjen Munnopsidae. Inga underarter finns listade i Catalogue of Life.